# Gryllus bimaculatus

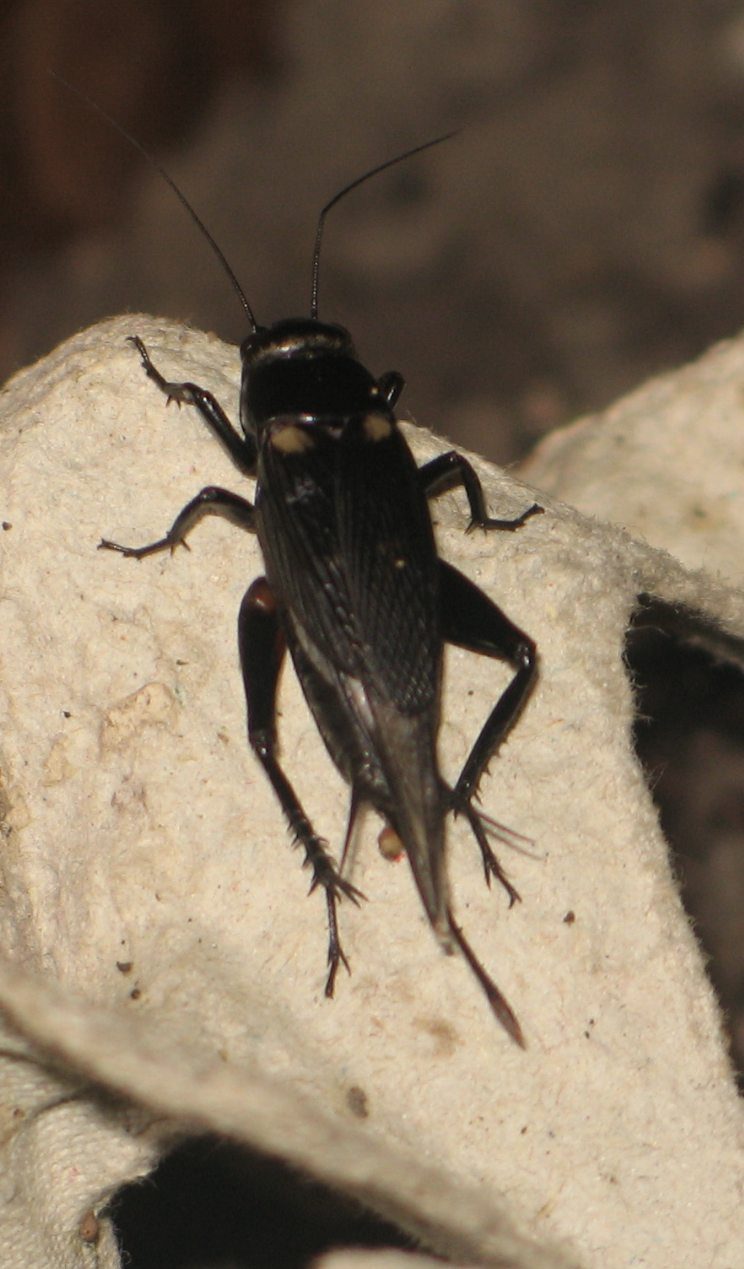
Femmina adulta di Gryllus bimaculatus

Il grillo bimaculato (Gryllus bimaculatus De Geer, 1773) è un ortottero appartenente alla famiglia dei Gryllidae. Fa parte delle molte specie accomunate dall'appellativo di "grilli di campo". Noto anche come grillo di campo africano o grillo di campo mediterraneo, si distingue dalle altre specie appartenenti al genere Gryllus per la presenza di due macchie gialle sul pronoto alla base delle ali.
Questa specie è comunemente usata come cibo per animali insettivori come i ragni e i rettili. Infatti è facile da allevare e non richiede un'esposizione prolungata a basse temperature per completare il suo ciclo vitale.

## Descrizione

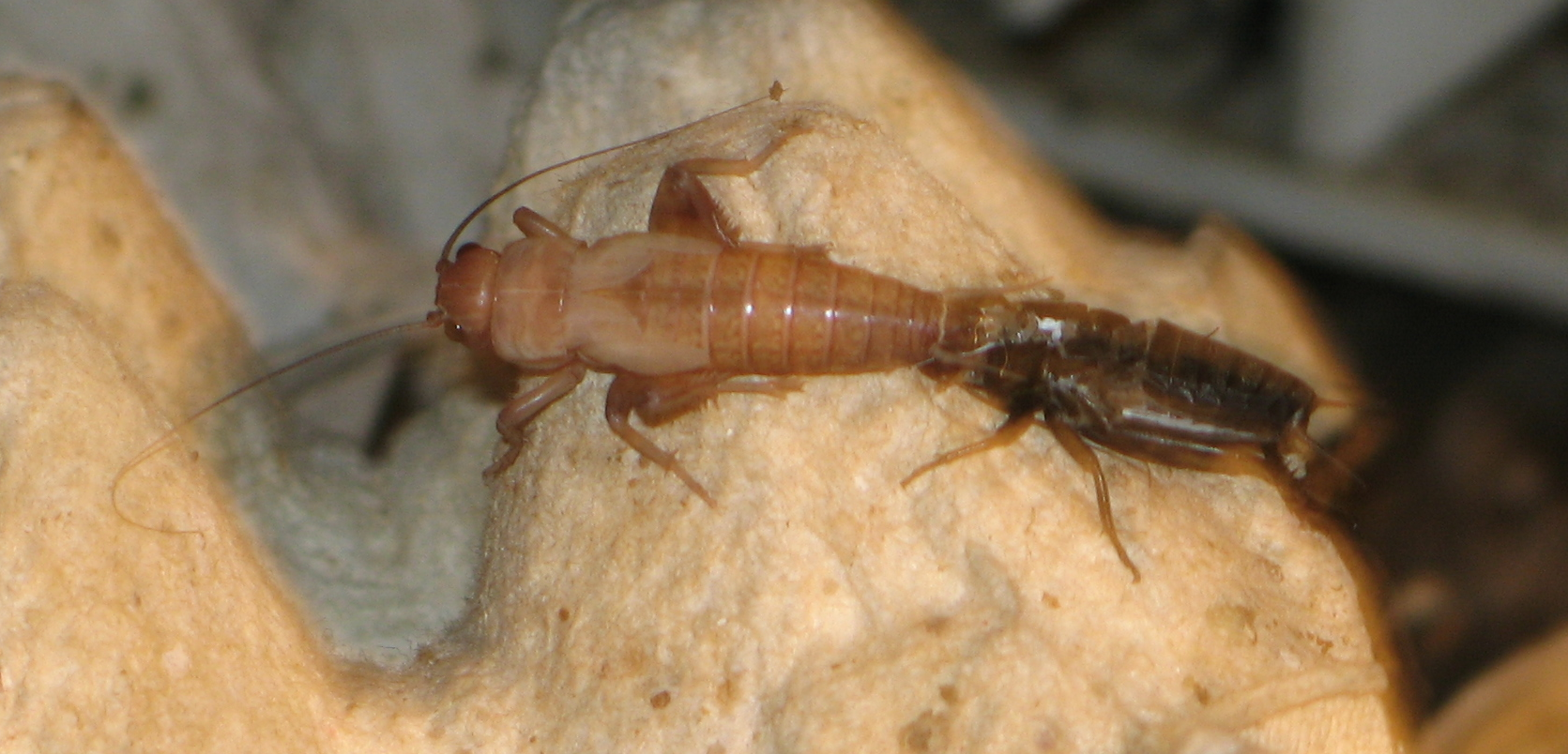
Neanide che sta uscendo dalla sua esuvia

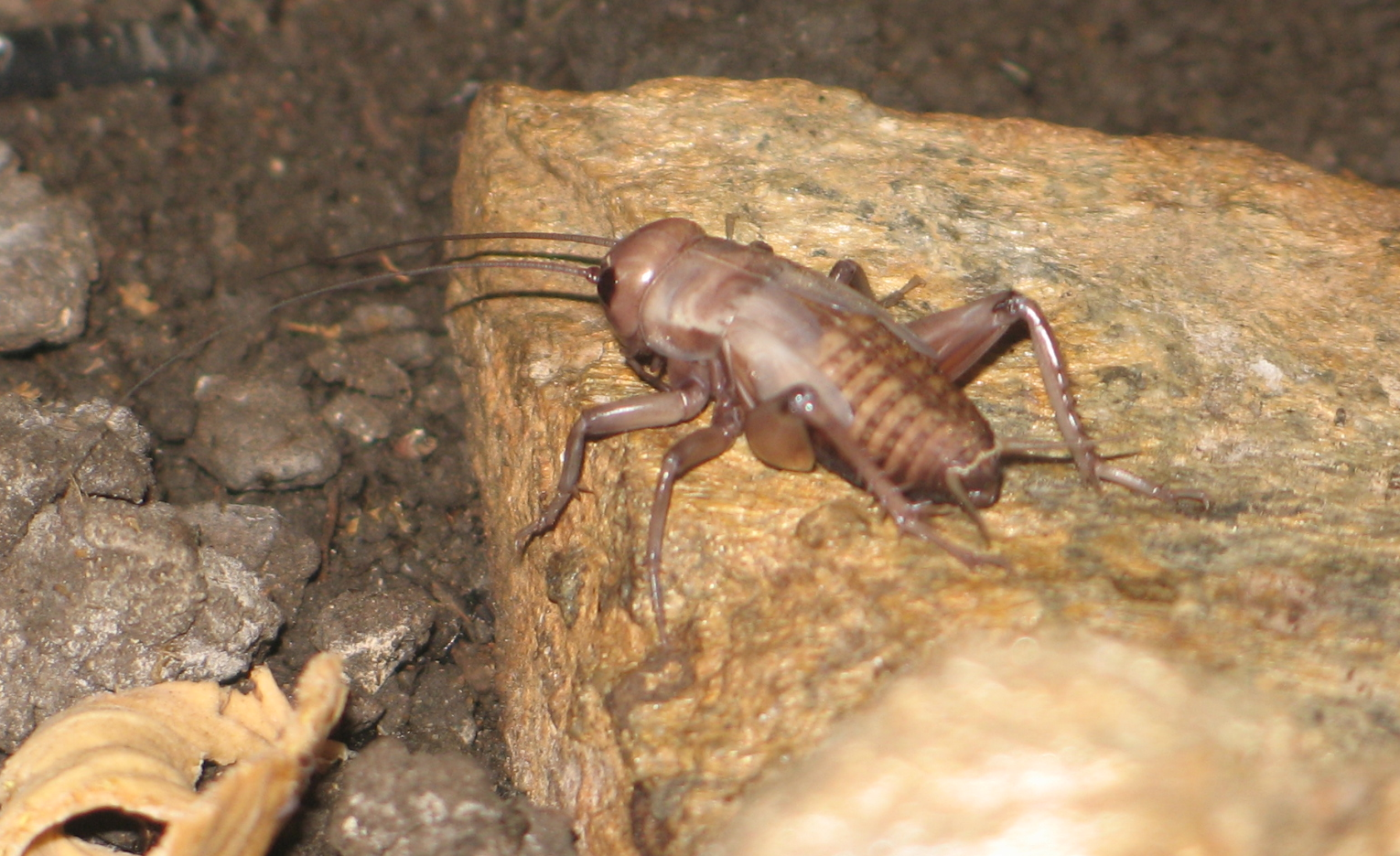
Neanide dopo la muta. Sono visibili gli abbozzi delle ali

Il grillo bimaculato è lungo tra 20 e 30 mm e presenta una colorazione nera estesa praticamente a tutto il corpo. Le femmine si distinguono dai maschi per la presenza di un organo tubulare fine che prolunga l'addome posteriormente, noto come ovopositore.

## Comportamento
I maschi cominciano a vibrare se vengono minacciati da altri maschi. Lo stridio emesso da questa specie di grillo è molto rumoroso. Il grillo bimaculato non costruisce nido, ma vive libero tra le pietre.

## Riproduzione
La riproduzione avviene in primavera e si prolunga fino all'estate. Le femmine sono in grado di deporre numerose volte nel corso della stessa stagione riproduttiva. I maschi attirano le femmine stridulando cioè emettendo un suono prodotto attraverso lo sfregamento delle tegmine (ali coriacee). Le femmine usano l'ovopositore per deporre le loro uova nel terreno umido e queste schiudono in circa 2 settimane. I piccoli grilli appena nati, le neanidi, sono molto simili agli adulti ma privi di ali e misurano all'incirca 1 mm. Attraverso metamorfosi graduali incomplete, le forme giovanili impiegano circa 2 settimane per raggiungere lo stadio adulto. In occasione di ogni muta i giovani si liberano della loro cuticola chitinosa, l'exuvia e nel periodo subito successivo, quando la nuova cuticola non si è ancora indurita, sono molto vulnerabili.

## Importanza economica
G. bimaculatus è una specie frequentemente allevata a scopo commerciale come mangime vivo per animali insettivori, secondo solo al più comunemente utilizzato Acheta domesticus.